# Grinnell (Iowa)
Grinnell ist eine Stadt (mit dem Status “City”) im Poweshiek County im US-amerikanischen Bundesstaat Iowa. Bei der Volkszählung im Jahr 2010 hatte Grinnell 9218 Einwohner, deren Zahl sich bis 2015 auf 9141 verringerte. Das U.S. Census Bureau hat bei der Volkszählung 2020 eine Einwohnerzahl von 9.564 ermittelt.

## Geografie
Grinnell liegt im mittleren Südosten Iowas, rund 100 km nördlich der Grenze zu Missouri und rund 100 km westlich des Mississippi, der die Grenze zu Illinois bildet.
Die geografischen Koordinaten von Grinnell sind 41°44′37″ nördlicher Breite und 92°43′29″ westlicher Länge. Das Stadtgebiet erstreckt sich über eine Fläche von 14,61 km² und gehört keiner Township an.
Wenige Kilometer westlich von Grinnell erstreckt sich mit dem Rock Creek State Park ein kleines Naherholungsgebiet im Range eines State Parks um den gleichnamigen Rock Creek Lake.
Die nächsten Nachbarorte von Grinnell sind Sheridan (21,7 km nordöstlich), Brooklyn (25 km östlich), Malcom (19,3 km ostsüdöstlich), Ewart (21,3 km südöstlich), Searsboro (19,5 km südlich), Lynnville (23,3 km südsüdwestlich), Sully (28,3 km südwestlich), Oakland Acres (9,6 km westsüdwestlich) und Newburg (12,8 km nordnordwestlich).
Die nächstgelegenen größeren Städte sind Rochester in Minnesota (292 km nördlich), Cedar Rapids (108 km ostnordöstlich), die Quad Cities in Iowa und Illinois (191 km östlich), Chicago in Illinois (459 km in der gleichen Richtung), Columbia in Missouri (340 km südlich), Kansas City in Missouri (397 km südsüdwestlich), Iowas Hauptstadt Des Moines (86,7 km westsüdwestlich), Nebraskas größte Stadt Omaha (309 km in der gleichen Richtung) und Sioux City (388 km westnordwestlich).

## Verkehr

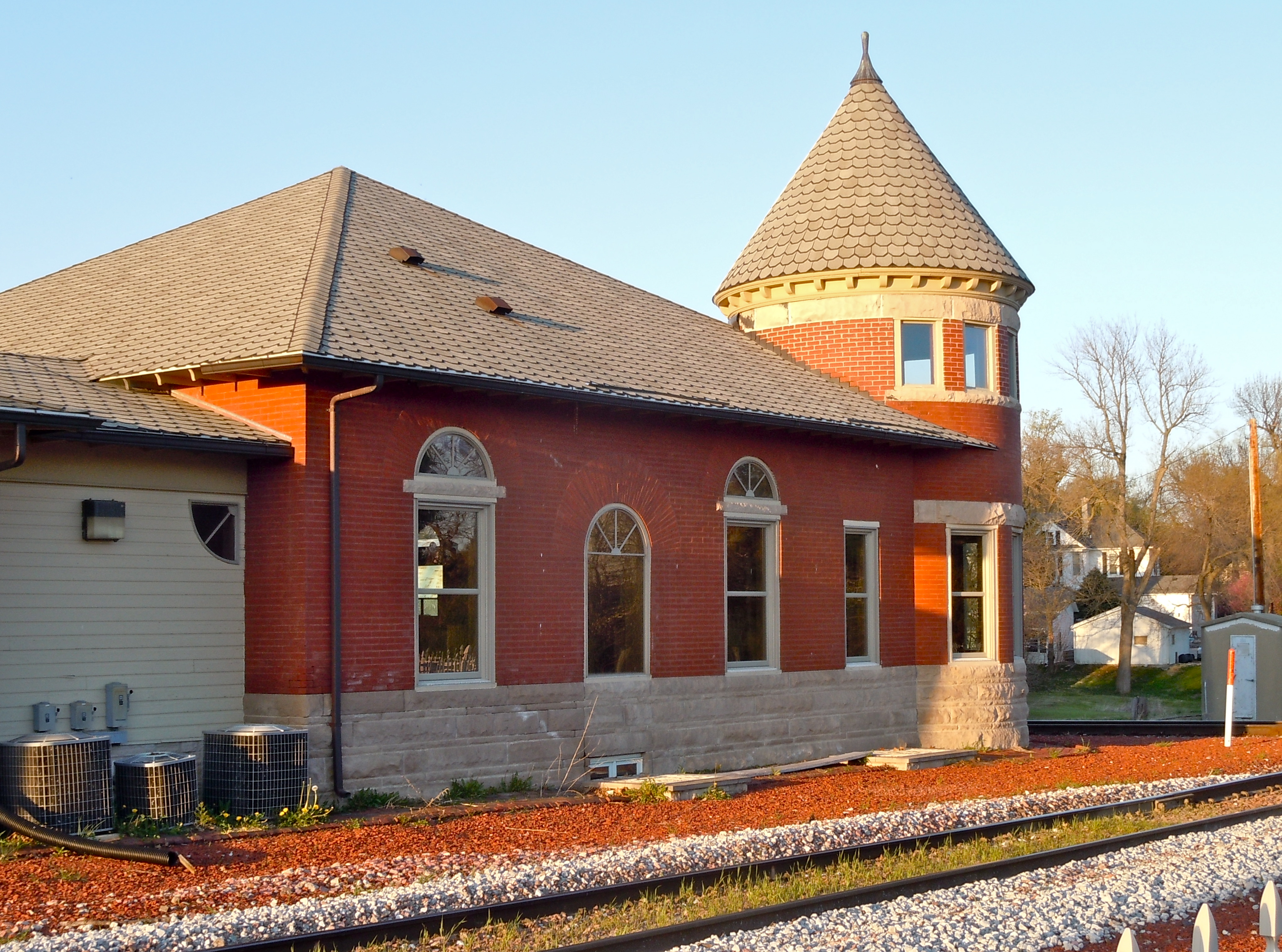
Die frühere Bahnstation der damaligen Rock Island Line, seit 1976 unter der Nummer 76000805 im NRHP registriert

Entlang des südlichen Randes des Stadtgebiets von Grinnell verläuft von Westen nach Osten der Interstate Highway 80, der hier die kürzeste Verbindung von Des Moines nach Chicago bildet. Der U.S. Highway 6 verläuft in West-Ost-Richtung durch das Stadtgebiet von Grinnell und kreuzt im Zentrum den Iowa Highway 146. Alle anderen Straßen sind untergeordnete, teils unbefestigte Fahrwege oder innerörtliche Verbindungsstraßen.
In Grinnell kreuzt eine in West-Ost-Richtung verlaufende Bahnlinie der BNSF Railway eine von Nord nach Süd führende Strecke der Union Pacific Railroad. Die an der Kreuzung beider Strecken liegende frühere Bahnstation dient heute als Restaurant.
Mit dem Grinnell Regional Airport befindet sich im südlichen Stadtgebiet ein kleiner Flugplatz für die Allgemeine Luftfahrt. Der nächste Verkehrsflughafen ist der Des Moines International Airport (105 km westsüdwestlich).

## Geschichte

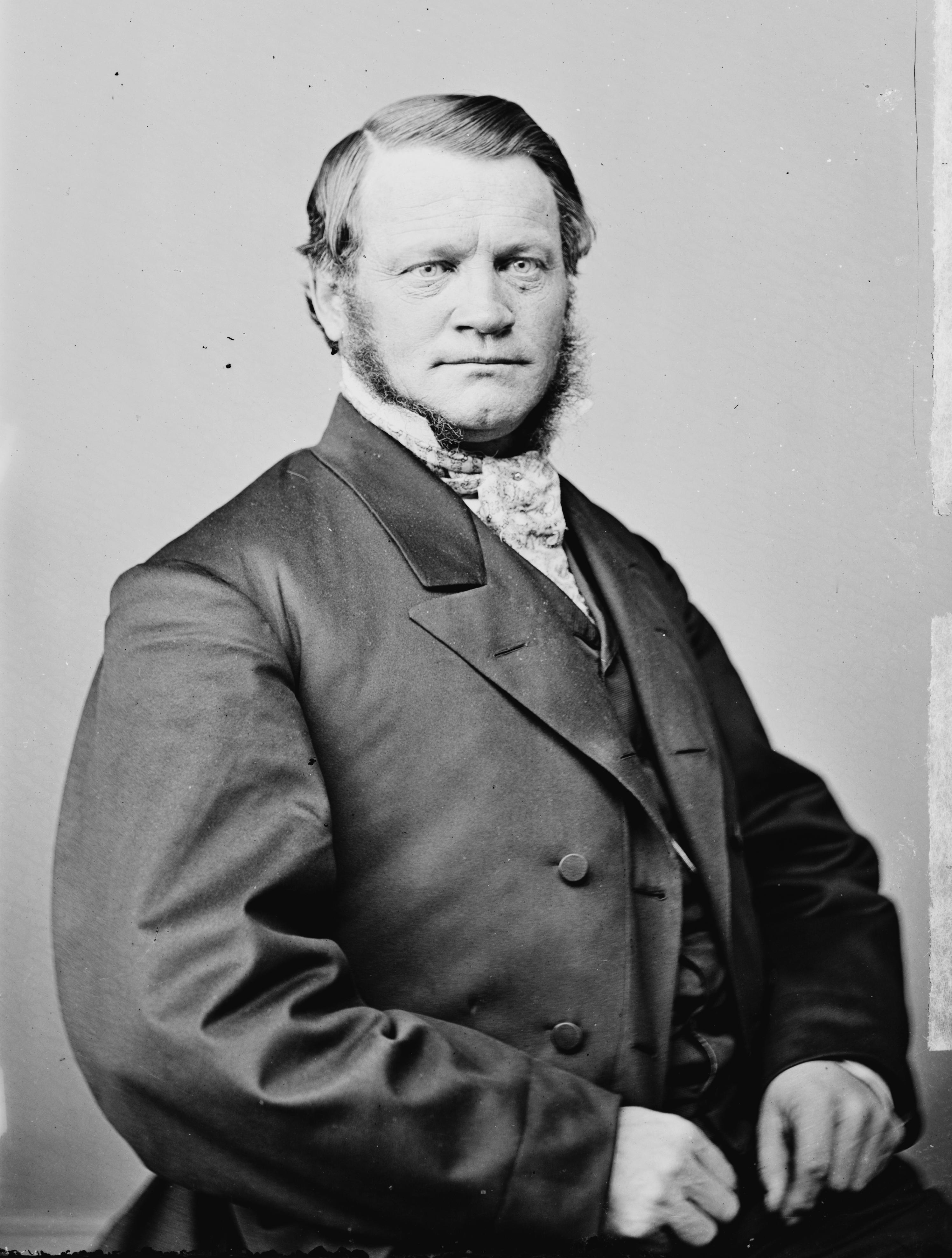
Der Stadtgründer Josiah B. Grinnell

Die Stadt wurde 1854 von dem aus Vermont stammenden Rechtsanwalt und Politiker Josiah Bushnell Grinnell gegründet. Am 28. April 1865 wurde der Ort als selbstständige Kommune inkorporiert.
Die Stadt lag an der Kreuzung zweier Bahnlinien. Von Ost nach West führte eine Strecke der Rock Island Line. In Nord-Süd-Richtung verlief eine Linie der später von der North Western übernommenen Minneapolis and St. Louis Railway. Dadurch entwickelte sich die Stadt rasch zur größten Ortschaft des gesamten Countys.
Noch vor der Stadt gründete Josiah Grinnell im Jahr 1846 das Trustees of Iowa College, das später die heutige Bezeichnung Grinnell College bekam.

## Bevölkerung
Nach der Volkszählung im Jahr 2010 lebten in Grinnell 9218 Menschen in 3567 Haushalten. Die Bevölkerungsdichte betrug 625,7 Einwohner pro Quadratkilometer. In den 3567 Haushalten lebten statistisch je 2,16 Personen.
Ethnisch betrachtet setzte sich die Bevölkerung zusammen aus 91,9 Prozent Weißen, 2,0 Prozent Afroamerikanern, 0,3 Prozent amerikanischen Ureinwohnern, 2,7 Prozent Asiaten, 0,2 Prozent Polynesiern und 0,8 aus anderen ethnischen Gruppen; 2,1 Prozent stammten von zwei oder mehr Ethnien ab. Unabhängig von der ethnischen Zugehörigkeit waren 3,2 Prozent der Bevölkerung spanischer oder lateinamerikanischer Abstammung.
19 Prozent der Bevölkerung waren unter 18 Jahre alt, 61,9 Prozent waren zwischen 18 und 64 und 19,1 Prozent waren 65 Jahre oder älter. 52,7 Prozent der Bevölkerung waren weiblich.
Das mittlere jährliche Einkommen eines Haushalts lag im Jahr 2015 bei 45.365 USD. Das Pro-Kopf-Einkommen betrug 23.863 USD. 11,3 Prozent der Einwohner lebten unterhalb der Armutsgrenze.

## Persönlichkeiten
- Josiah Bushnell Grinnell (1821–1891) – republikanischer Abgeordneter des US-Repräsentantenhauses (1863–1867)[14] – gründete die Stadt und lebte bis zu seinem Lebensende hier[15]
- Daniel W. Hamilton (1861–1936) – demokratischer Abgeordneter des US-Repräsentantenhauses (1907–1909)[16] – praktizierte zeitweise als Anwalt in Grinnell
- Abby Williams Hill (1861–1943) – Freilichtmalerin und Aktivistin
- Edward Benjamin Scheve (1865–1924), Komponist und Musikpädagoge, hat in Grinnel gelebt und gelehrt. Sein Grab befindet sich auf dem Hazelwood Friedhof.
- John Dashiell Stoops (1873–1973) – Philosoph – lehrte am Grinnell College und lebte bis zu seinem Lebensende hier
- Allan Eugene Updegraff (1883–1965) – Schriftsteller, Dichter und Journalist – geboren und aufgewachsen in Grinnell
- David R. Nagle (geb. 1943) – demokratischer Abgeordneter des US-Repräsentantenhauses (1987–1993)[17] – geboren und aufgewachsen in Grinnell
- Bruce Braley (geb. 1957) – demokratischer Abgeordneter des US-Repräsentantenhauses (2007–1015)[18] – geboren und aufgewachsen in Grinnell
- Danai Gurira (geb. 1978) – Schauspielerin – geboren in Grinnell
- Stefanie Sargnagel (* 1986) – österreichische Schriftstellerin, schrieb ihr Buch Iowa 2023 über einen Aufenthalt 2022 am Grinnell College mit Christiane Rösinger